# فرودگاه لیموگس - بلگراد
فرودگاه لیموگس - بلگراد (به انگلیسی: Limoges – Bellegarde Airport) (به زبان بومی: Aéroport de Limoges - Bellegarde) یک فرودگاه همگانی با کد یاتا LIG است که یک باند فرود آسفالت دارد و طول باند آن ۲۵۰۰ متر است. این فرودگاه در شهر لیموژ کشور فرانسه قرار دارد و در ارتفاع ۳۹۶ متری از سطح دریا واقع شده‌است.

## شرکت‌های هواپیمایی و مقصدهای پروازی
| شرکت‌های هواپیمایی | مقصدهای پروازی                                                                  |
| ----------------- | ------------------------------------------------------------------------------- |
| بریتیش ایرویز     | فصلی: گاتویک                                                                    |
| Chalair Aviation  | لیون-سینت اگزوپری فصلی: آیاتچو – ناپلئون بنوپارت، باستیا – پورتا، نیس کوت دازور |
| فلای‌بی            | فصلی: بیرمنگام، ساوت‌همپتون                                                      |
| رایان‌ایر          | ایست میدلند، استانستد لندن، منچستر فصلی: بریستول، لیدز برادفورد                 |
| تووین جت          | اورلی                                                                           |